# Google Pack
Google Pack was een gratis service van Google die een aantal programma's (van zowel Google als andere softwareproducenten) op een pc installeert. Google Pack was alleen beschikbaar voor Windows XP en Vista. De ontwikkeling van Google Pack werd in 2011 stopgezet vanwege het toenemend gebruik van webapplicaties ten nadele van downloadbare applicaties.
Google Pack werd gepresenteerd op de Consumer Electronics Show op 6 januari 2007. Sindsdien waren er veel producten bij gekomen en was de vormgeving vernieuwd.
Google Updater, dat onderdeel van Google Pack is, kan updates verzenden van de producten die in Google Pack zitten. Met dit programma kunnen tevens programma's die de gebruiker eerst niet wilde hebben alsnog worden geïnstalleerd, of de producten van Google Pack gedeïnstalleerd.

## Software
De Nederlandse editie bevat:
- Google Toolbar voor Internet Explorer
- Google Desktop
- Picasa
- Mozilla Firefox met Google Toolbar
- Spyware Doctor
- Norton Security Scan
- Adobe Reader
- Skype
- Google Earth

In anderstalige edities zitten ook:
- Google Talk
- Google Video Player (alleen in de Verenigde Staten)
- Google Pack Screensaver
- RealPlayer
- GalleryPlayer